# بورلينغتون (ماساتشوستس)
بورلينغتون (بالإنجليزية: Burlington, Massachusetts)‏ هي بلدة أمريكية تقع في الولايات المتحدة في مقاطعة ميدلسيكس (ماساشوستس). يقدر عدد سكانها بـ 24,498 نسمة ومساحتها 30.8 كم2 وترتفع عن سطح البحر 66 متر.

## أعلام
- فريدريك إم. إليس
- سكوت فوسكو
- بوب جاي
- رودريك ماكينون
- مارك فوسكو